# Домовой (журнал)
«Домово́й» — ежемесячный журнал для женщин.

## Параметры
Тираж: 105 000 экз. Объём: от 112 до 224 полос. Формат: А4.

## История
Автор концепции — Владимир Яковлев, который выпускал журнал в рамках своего медиа-холдинга (ИД «Коммерсантъ»), а главным редактором назначил свою тогдашнюю супругу Ксению Махненко.
Позже супруги развелись, и Ксении Махненко досталась бо́льшая часть акций журнала. После кризиса 1998 года «Домовой» объявил о своей творческой независимости от издательского дома «Коммерсантъ»: Махненко основала ЗАО «108», которое юридически оформлено как издатель «Домового».
В 1999 году Владимир Яковлев продал свою долю в издательском доме Борису Березовскому и в 2005 году Александр Добровинский помог продать бренд новому издателю, которым стал Издательский дом Родионова.
За годы, прошедшие после продажи, рейтинг журнала вырос вдвое: с 356,9 до 723,9 тысяч читателей (Average Issue Readership — усредненное количество читателей одного номера издания).
В 2007 году руководство издательского дома пыталось наладить выпуск издания в республиках СНГ.
Главные редакторы
1. Первый редактор Иван Подшивалов[5].
2. С декабря 1994 по январь 1996 Игорь Свинаренко.
3. С 1996 по 2005 год Ксения Махненко.
4. С 2005 по декабрь 2007 года Владимир Помукчинский[6].
5. С апреля по декабрь 2008 года Татьяна Байдакова.
6. С февраля по август 2009 года Оксана Пономарева[7].
7. С августа 2009 года Наталья Щербаненко[8].